# Peter Hall
Sir Peter Reginald Frederick Hall (ur. 22 listopada 1930 w Bury St Edmunds, zm. 11 września 2017 w Londynie) – angielski reżyser filmowy i teatralny.
Studiował w St Catharine’s College na Uniwersytecie Cambridge .
W roku 1977 uzyskał tytuł szlachecki za zasługi dla brytyjskiego teatru. W latach 60. Peter Hall współpracował z Royal Shakespeare Company jako dyrektor artystyczny. W okresie 1973–1988 sprawował funkcje dyrektora w teatrze Royal National Theatre. Był autorem wielu inscenizacji i wielkim zwolennikiem tradycyjnego teatru elżbietańskiego, współpracował z najsłynniejszymi aktorami teatru brytyjskiego. Peter Hall wspierał aktywnie gdańską fundację Theatrum Gedanense.